# Blue Cadet-3, Do You Connect?
Blue Cadet-3, Do You Connect? es el primer EP de la banda Modest Mouse. El sencillo es muy corto en duración y solamente se hicieron alrededor de 300 copias, lo cual lo hace un artículo de colección entre los fanes. El EP entero está incluido en su compilación Sad Sappy Sucker.

## Lista de canciones
1. "Blue Cadet-3, Do You Connect?" – 1:09
2. "Dukes Up" – 2:24
3. "Woodgrain" – 0:30
4. "It Always Rains on a Picnic" – 3:01
5. "5,4,3,2,1... Lisp Off" – 0:30